# Ебергард Гоффманн
Не плутати з іншим німецьким підводником!
Ебергард Гоффманн (нім. Eberhard Hoffmann; 16 травня 1907, Дітенгофен — 27 вересня 1942, Біскайська затока) — німецький офіцер-підводник, фрегаттен-капітан крігсмаріне.

## Біографія
В 1925 році вступив на флот. З 3 лютого 1942 року — командир підводного човна U-165. 7 серпня вийшов у свій перший і останній похід, під час якого потопив 3 кораблі загальною водотоннажністю 8754 тонни і пошкодив 4 кораблі загальною водотоннажністю 21 751 тонну.
| Дата            | Назва корабля                     | Тип               | Тоннаж | Вантаж | Екіпаж | Загинули | Країна             | Конвой |
| --------------- | --------------------------------- | ----------------- | ------ | --- | ------ | -------- | ------------------ | ------ |
| 28 серпня 1942  | Arlyn (пошкоджений)               | Торговий пароплав | 3,304  | 3000 тонн генеральних вантажів, включаючи газ, вантажівки і вибухівку                                       | 54     | 12       | США                | SG-6   |
| 28 серпня 1942  | USS Laramie (AO-16) (пошкоджений) | Танкер-заправник  | 7,252  | 361 000 галонів авіаційного бензину, 55 000 барелів нафти і генеральні вантажі, в тому числі глибинні бомби | 107    | 4        | США                | SG-6   |
| 6 вересня 1942  | Aeas                              | Торговий пароплав | 4,729  | 1824 стандарти пиломатеріалів і 1490 тонн сталі                                                             | 31     | 2        | Королівство Греція | QS-33  |
| 7 вересня 1942  | HMCS Raccoon                      | Броньована яхта   | 358    | | 37     | 37       | Канада             | QS-33  |
| 16 вересня 1942 | Essex Lance (пошкоджений)         | Торговий пароплав | 6,625  | Баласт | ?      | 1        | Британська імперія | SQ-36  |
| 16 вересня 1942 | Joannis                           | Торговий пароплав | 3,667  | | 32     | 0        | Королівство Греція | SQ-36  |
| 16 вересня 1942 | Pan York (пошкоджений)            | Торговий пароплав | 4,570  | | ?      | 0        | США                | SQ-36  |

27 вересня U-165 був потоплений в Біскайській затоці південно-західніше Лор'яну (47°00′ пн. ш. 05°30′ зх. д.) глибинними бомбами чеського бомбардувальника «Веллінгтон». Всі 51 члени екіпажу загинули.

## Звання
- Морський кадет (16 листопада 1925)
- Фенріх-цур-зее (1 квітня 1927)
- Лейтенант-цур-зее (1 жовтня 1929)
- Оберлейтенант-цур-зее (1 липня 1931)
- Капітан-лейтенант (1 липня 1935)
- Корветтен-капітан (1 листопада 1939)
- Фрегаттен-капітан (1 вересня 1942)

## Нагороди
- Медаль «За вислугу років у Вермахті» 4-го і 3-го класу (12 років)